# سلام برادر (فیلم ۱۹۹۴)
سلام برادر (تلوگو: హలో బ్రదర్) یک فیلم کمدی و اکشن هندی به زبان تلوگو به کارگردانی ایدارا ویرا ونکاتا با بازی آکینی ناگرجونا، رامیا کریشنان و سونداریا است. این فیلم بر اساس کمدی-اکشن هنگ کنگی اژدهای دوقلو (۱۹۹۲) ساخته شده‌است.